# Greatest Hits (Wyclef Jean)
Greatest Hits är ett samlingsalbum av Wyclef Jean, med hans bästa låtar. Skivan släpptes 2003.

## Låtlista

### Singelskivaversion
1. "Ghetto Religion" - med R. Kelly
2. "Hey Girl" - med Papa Don
3. "We Trying to Stay Alive" - med John Forté, Pras
4. "It Doesn't Matter" - med The Rock, Melky Sedeck
5. "Anything Can Happen"
6. "911" - med Mary J. Blige
7. "Two Wrongs" - med Claudette Ortiz
8. "Gone Till November" - med Canibus
9. "Knockin' on Heaven's Door"
10. "Diallo" - med Youssou N'Dour
11. "Something About Mary"
12. "Wish You Were Here"
13. "Guantanamera" med Refugee Allstars

### Dubbelskivaversion
CD 1:
1. "Ghetto Religion" med R. Kelly
2. "We Trying to Stay Alive" med John Forte & Pras
3. "Perfect Gentleman"
4. "911" med Mary J. Blige
5. "Gone Till November" med Canibus
6. "Guantanamera" med Refugee Allstars
7. "Hey Girl" med Ayesha och Papa Don
8. "It Doesn't Matter" med The Rock & Melky Sedeck
9. "Anything Can Happen"
10. "Thug Angels" med Small World
11. "Gunpowder" med Refugee Allstars
12. "Knockin' On Heaven's Door"
13. "Runaway" med Earth, Wind & Fire och The Product G&B
14. "Wish You Were Here"
15. "To All The Girls" med Refugee Allstars
16. "Two Wrongs" med Claudette Ortiz Of City High
17. "No Woman, No Cry" - The Fugees

CD 2:
1. "Gone Till November (Remix)" med Canibus
2. "Guantanamera (Remix)"
3. "Perfect Gentleman (med Xzibit & Yellowman)"
4. "We Trying To Stay Alive (Trying To Stay Alive Remix)"
5. "It Doesn't Matter (Remix)" (med Hope)
6. "No Woman No Cry (Remix)"
7. "It Doesn't Matter (Ca Ne Me Fait Rien)" (med Jacky & Ben-J)